# Hersilia cinerea
Hersilia cinerea är en tvåvingeart som beskrevs av Robineau-desvoidy 1863. Hersilia cinerea ingår i släktet Hersilia och familjen parasitflugor.
Artens utbredningsområde är Frankrike. Inga underarter finns listade i Catalogue of Life.